# 布洛克斯堡 (加利福尼亞州)
布洛克斯堡（英語：Blocksburg）是位於美國加利福尼亞州洪堡縣的一個非建制地區。該地的面積和人口皆未知。

## 地理
布洛克斯堡的座標為40°16′34″N 123°38′11″W / 40.27611°N 123.63639°W，而該地的平均海拔高度為486米（即1594英尺）。